# بلکباد
بلکباد (انگلیسی: Blackbaud) شرکت نرم‌افزار آمریکایی است، که در سال ۱۹۸۳ تأسیس شد.